# Облога Сан-Сальвадору
Облога Сан-Сальвадору — облога столиці Сальвадору куди утекли ліберали з усього Сальвадору, федеральними військами під командуванням генерала Мануеля Арзу, яка тривала до капітуляції федеральної армії перед гондураською ліберальною армією Франсіско Морасана.

## Облога
Після перемоги федеральної армії в битві при Аррацолі, президент Федеративної Республіки Центральної Америки Мануель Арсе відправив 2000 солдат під командуванням генерала Мануеля Арзу щоб той захопив Сальвадор. Президент Сальвадору Маріано Прадо закріпився в столиці держави Сан-Сальвадор, через що Арзу вирішив розпочати облогу. В травні сальвадорські ліберали покликали на допомогу тимчасового президенту Гондорасу генерала Франсіско Морасана, який вторгнувся в Сальвадор і розбив відправлені Арзу частини для перешкоджанню вторгненню в битві за гасьєнду Ель-Гуальчо і в битві при Сан-Мігелі. Тоді Арзу залишивши армію біля Сан-Сальвадору і сам взявши 500 солдат відправився на зустріч армії охорони закону, коли 20 вересня дізнався про те що залишені в Сан-Сальвадорі загони капітулювали.

## Наслідки
Тоді Арзу симулюючи хворобу покинув залишки армії і утік до Гватемали, а решта армії очолена Антоніо де Айчіненою була настигнута Морасаном 6 жовтня і змушена капітулювати. Після цього Сальвадор опинився під контролем лібералів, а 23 жовтня Морасан тріумфуально пройшлася центром Сан-Сальвадору.